# Парижская нота
«Пари́жская но́та» — литературное течение в поэзии русского зарубежья, возникшее в Париже в конце 1920-х гг. и просуществовавшее до конца 1950-х гг. Наиболее интенсивно развивалось в 1930-е годы.
Основателем и поэтическим лидером направления является Георгий Адамович, наиболее яркими представителями — Анатолий Штейгер (в 1930-е гг.) и ранний Игорь Чиннов (в 1950-е гг.).
В 1930-е годы наиболее последовательными сторонниками «парижской ноты» считались Анатолий Штейгер и Лидия Червинская; кроме того, близки к её принципам были Перикл Ставров, Юрий Терапиано, Довид Кнут, Юрий Мандельштам и ряд других парижских поэтов, а также Юрий Иваск (живший до 1944 года в Эстонии). Особое место в истории этого направления занимает раннее творчество Игоря Чиннова, первые сборники которого вышли в Париже только в 1950-е годы, но выразили суть поэтики «парижской ноты» (наиболее яркие представители которой к тому времени ушли из жизни или резко изменили стихотворную манеру) едва ли не с наибольшей полнотой и художественной силой.
«Парижская нота» никогда не была организационно оформлена и не издавала литературных манифестов, поэтому границы данного направления достаточно размыты, и списки поэтов, включавшихся разными критиками в это направление, различаются. Тем не менее, общепризнано лидерство Георгия Адамовича и огромное влияние на авторов круга «парижской ноты» поэзии Георгия Иванова 1930-х гг.

## Происхождение названия
Название «парижская нота», по всей вероятности, было впервые употреблено Борисом Поплавским, который сам к «парижской ноте» не принадлежал (хотя и относился сочувственно ко многим молодым поэтам этого направления). Обычно ссылаются на высказывание Поплавского 1930 г.: «Существует только одна парижская школа, одна метафизическая нота, всё время растущая — торжественная, светлая и безнадежная». Как бы то ни было, сочетание «парижская нота» вскоре стало общеупотребительным обозначением «школы Адамовича» как в кругу приверженцев этой поэтики, так и среди её критиков.

## История направления
История «парижской ноты», особенно на начальных этапах — во многом история творчества её основателя Г. Адамовича, отразившая его художественные пристрастия и его эстетические и мировоззренческие поиски в эмиграции. Направление не было организационно оформлено, не оставило коллективных деклараций и литературных манифестов; не было у «парижской ноты» и единого постоянного печатного органа. Принадлежность к данному направлению определяется в основном исходя из стиля и тематики поэтов, а также их личной или идейной близости к Г. Адамовичу и высказывавшимся им взглядам на смысл и назначение поэзии.

### Литературные предшественники
Помимо самого Георгия Адамовича, наиболее сильное влияние на поэтику «парижской ноты» оказал Георгий Иванов, особенно его сборник «Розы» (1931), ставший одной из главных поэтических книг русской эмиграции «первой волны». Позднейшие критики не без оснований указывали, что вся «парижская нота», в сущности, звучит как примечание к поэзии Георгия Иванова этого периода. Однако и ранняя лирика Георгия Иванова, и его поздние опыты с сюрреалистическими и гротескными обертонами в сильной степени выходят за пределы поэтики «парижской ноты».
Для всей эстетики «парижской ноты» очень существенна фигура Иннокентия Анненского, влияние которого было значительным не только для «младших» акмеистов (к которым принадлежали и Георгий Иванов, и Георгий Адамович), но и для многих «старших» акмеистов. Однако именно у «младших» акмеистов почитание поэзии Иннокентия Анненского стало почти культовым. Характерно позднее высказывание Георгия Адамовича: «Как вообще можно писать стихи после Анненского?». А Георгий Иванов даже в 1954 г., совсем в другую эпоху, счёл нужным напомнить:

Я люблю безнадежный покой,

В октябре — хризантемы в цвету,

Огоньки за туманной рекой,

Догоревшей зари нищету…

Тишину безымянных могил,

Все банальности «Песен без слов»,

То, что Анненский жадно любил,

То, чего не терпел Гумилёв.

### Возникновение и развитие в 1930-е гг.
Впервые о возможности нового направления в поэзии русского зарубежья Г. Адамович заговорил в 1927 г., когда почувствовал необходимость сформулировать своё понимание поэзии в полемике с В. Ходасевичем и близкими к последнему поэтами парижской литературной группы «Перекрёсток». С 1930 по 1934 гг. поэтов «парижской ноты» (наряду с другими представителями парижской «молодой поэзии») регулярно печатает основанный Н. Оцупом литературный журнал «Числа», а в 1934 — недолговечный журнал Г. Адамовича и М. Кантора «Встречи». Стихи многих из них вошли в подготовленную Г. Адамовичем (совместно с М. Кантором) первую представительную антологию русской зарубежной поэзии «Якорь» (1936). Это период наиболее интенсивного развития нового направления, когда выходят первые поэтические сборники Анатолия Штейгера («Эта жизнь», 1931; «Неблагодарность», 1936) и Л. Червинской («Приближения», 1934) и очень характерный по своей стилистике сборник самого Адамовича «На Западе» (1939).

### Судьба направления в 1950-е гг.
Вторая мировая война драматически изменила судьбы русской зарубежной поэзии. К началу 1950-х гг. уже не было в живых многих поэтов «парижской ноты» (в том числе А. Штейгера, И. Кнорринг, погибшего в концлагере Ю. Мандельштама); многие другие поэты либо перестали писать стихи (как Д. Кнут), либо резко изменили творческую манеру (как Ю. Иваск). Историю «парижской ноты» можно было бы считать завершённой к 1939 г., если бы не яркое вступление в литературу Игоря Чиннова, одного из наиболее значительных поэтов русской эмиграции. Принадлежа к поколению младших представителей «парижской ноты», он опубликовал свой первый сборник «Монолог» лишь в 1950 г. (в возрасте 41 года); эта книга, вместе со вторым сборником Чиннова, «Линии» (1960) явилась самым полным продолжением эстетики «парижской ноты» в послевоенный период и снискала Чиннову репутацию «наследника» Г. Иванова. В более поздних стихах Чиннов, однако, достаточно сильно отходит от поэтики своих первых сборников, развивая традиции гротеска и всё больше увлекаясь неклассическими формами (акцентный стих, верлибр и т. п.).
К концу 1950-х гг. стало очевидно, что «парижская нота», исчерпав себя, тем не менее заслуживает того, чтобы считаться одной из самых своеобразных страниц истории русской поэзии первой эмиграции — хотя и далеко не единственной страницей этой истории.

## Основные эстетические и художественные принципы
Когда говорят об эстетических принципах «парижской ноты», то всегда вспоминают знаменитое определение «истинной поэзии», данное Г. Адамовичем в 1930 г. на страницах журнала «Числа»:

Какие должны быть стихи? Чтобы, как аэроплан, тянулись, тянулись по земле и вдруг взлетали… если и не высоко, то со всей тяжестью груза. Чтобы всё было понятно, и только в щели смысла врывался пронизывающий трансцендентальный ветерок. Чтобы каждое слово значило то, что значит, а всё вместе слегка двоилось. Чтобы входило, как игла, и не видно было раны. Чтобы нечего было добавить, некуда было уйти, чтобы «ах!», чтобы «зачем ты меня оставил?», и вообще, чтобы человек как будто пил горький, чёрный, ледяной напиток, «последний ключ», от которого он уже не оторвётся. Грусть мира поручена стихам. 
Для Адамовича, поэзия русской эмиграции должна сосредоточиться на трагическом опыте «последних истин»: смерти, отчаяния, одиночества (ср. характерное название одного из сборников его критических эссе: «Одиночество и свобода»). Ключевыми словами поэзии «парижской ноты» становятся безнадежность, пустота, холод, а сама поэзия — концентрированным выражением скептического стоицизма. Это поэзия, говорящая приглушённым голосом отдельного человека и к отдельному человеку обращённая. «Парижской ноте» в целом чужды мотивы «тоски по мировой культуре», столь характерные для раннего акмеизма, поскольку и мировая культура (равно как историческая и географическая экзотика) вне России уже не ощущается как прочная нравственная опора погибающего человека; тем более чужды ей апелляции к социальной или национальной общности, к политической борьбе или каким-либо приметам повседневности. Поэзия «парижской ноты» аскетична, но предельно серьёзна — юмор, ирония, гротеск, сарказм противопоказаны ей не меньше, чем проявления пафоса, излишней эмоциональности или политической ангажированности.
Тематический аскетизм и самоограничение естественно сочетается у поэтов «парижской ноты» с формальным аскетизмом. Из всего многообразия возможностей, которые возникали в русской поэзии Серебряного века, «парижская нота» выбрала преимущественно классический стих (с преобладанием ямба), с очень небольшой примесью правильных трёхсложных размеров и дольника. При этом доминировали малые формы: как правило, лирическое стихотворение из двух-четырёх строф. Прочие формальные эксперименты не поощрялись, поэтику «парижской ноты» можно в этом смысле назвать неоклассической и даже консервативной.

## Границы направления и литературный контекст эпохи
Эстетическая позиция Г. Адамовича в полной мере разделялась немногими. Из значительных поэтов, чьё творчество сводилось к аскетичным лирическим миниатюрам, полным скрытого драматизма и всячески избегающим ярких красок, помимо самого Адамовича, можно назвать лишь А. Штейгера и раннего Чиннова (хотя даже последний во многих своих стихах существенно более оптимистичен). Близок к парижской ноте по художественным приёмам, но тематически более разнообразен и существенно менее трагичен Ю. Терапиано. Разные влияния скрещивались и в поэзии Д. Кнута. С поэтами круга Ходасевича Адамовича разделяла не столько идеология, сколько эстетика: для Ходасевича более существенно было обращение к наследию Державина и Пушкина, чем Анненского и Блока, поэзия «парижской ноты» казалась ему (как и Набокову) анемичной, приторной и манерной, не укоренённой в русской классической традиции. Сходные упрёки высказывали поэты старшего поколения (в частности, З. Гиппиус), видевшие в «парижской ноте» обеднение традиций русской поэзии либо пораженчество и «отказ от борьбы».
Не принимали «парижскую ноту» и те поэты, которые (особенно в младшем поколении, вошедшем в литературу уже вне России) тяготели к формальным экспериментам со стихом и словом. Особую позицию занимал Б. Поплавский, в некоторых отношениях близкий «парижской ноте», но гораздо более склонный к сюрреалистической мистике и обновлению поэтического языка. В целом вне этой поэтики находились и поэтические эксперименты А. Присмановой. Резко враждебны эстетике Адамовича оказались поэтические авангардисты, отвергавшие его неоконсерватизм: в лагере непримиримых литературных противников Адамовича (вовлеченных, как правило, и в острые личные конфликты с ним) оказалась и его полный антипод М. Цветаева, и развивавшие поэтику абсурда «русские сюрреалисты» Борис Божнев и Юрий Одарченко.

## Оценка
При жизни Адамовича оценка созданной им «парижской ноты» была, как можно видеть, противоречива. Сам Адамович полагал, что намеченная им программа создания «истинной поэзии» не удалась, хотя «нота прозвучала не зря». Поэтические соперники и критики из разных лагерей видели в поэзии «парижской ноты» то пессимизм и монотонную унылость, то тематическую ограниченность, то формальную скудость и однообразие. Однако в конце XX века оказалось возможным взглянуть на это направление более объективно. Исследователи единодушно признают «парижскую ноту» значительным достижением поэзии русского зарубежья; лучшие стихи представителей этого направления (Адамовича, Чиннова, Штейгера, Кнута и др.) демонстрируют виртуозное владение формой, умение сказать многое немногими средствами, с большой художественной силой выражая трагическую напряжённость существования без родины и дома, вне пространства привычных человеческих связей.

## Представители
- Адамович, Георгий Викторович (1892—1972)
- Закович, Борис Григорьевич (1907—1995)
- Иванов, Георгий Владимирович (1894—1958)
- Иваск, Юрий Павлович (1907—1986)
- Кнорринг, Ирина Николаевна (1906—1943)
- Довид Кнут (1900—1955)
- Ладинский, Антонин Петрович (1896—1961)
- Мамченко, Виктор Андреевич (1901—1982)
- Мандельштам, Юрий Владимирович (1908—1943)
- Оцуп, Николай Авдеевич (1894—1958)
- Смоленский, Владимир Алексеевич (1901—1961)
- Ставров, Перикл Ставрович (1895—1955)
- Терапиано, Юрий Константинович (1892—1980)
- Червинская, Лидия Давыдовна (1907—1988)
- Чиннов, Игорь Владимирович (1909—1996)
- Штейгер, Анатолий Сергеевич (1907—1944)

## Публикации
- Адамович Г. Одиночество и свобода. — М.: Республика, 1996. ISBN 5-250-02570-6
- Терапиано Ю. Встречи (1926—1971). — М.: Intrada, 2002. ISBN 5-87604-056-8
- Поэты Парижской ноты: В Россию ветром строчки занесет… / Сост. В. Крейд. — М.: Молодая гвардия, 2003. ISBN 5-235-02525-3 ISBN 978-5-235-02525-7